# Helmut Richter (Literaturwissenschaftler)
Helmut Richter (* 23. Mai 1934 in Zeitz; † 6. September 2018 in Finkenkrug) war ein deutscher Germanist und Literaturwissenschaftler.

## Leben
Von 1952 bis 1956 studierte er Germanistik an der Philosophischen Fakultät der Karl-Marx-Universität Leipzig. Nach der Promotion 1959 zum Dr. phil. an der Philosophischen Fakultät der Karl-Marx-Universität bei Hans Mayer und Hermann August Korff war er von 1962 bis 1965 wissenschaftlicher Oberassistent am Institut für deutsche Literaturgeschichte der Philosophischen Fakultät. Nach der Promotion B 1975 zum Dr. sc. phil. auf Beschluss des Senats der Karl-Marx-Universität Leipzig bei Walter Dietze, Claus Träger und Horst Haase war er von 1975 bis 1992 Professor für Geschichte der deutschen Literatur und von 1992 bis 1999 Professor (C4) für Neuere deutsche Literatur / 19. Jahrhundert.

## Schriften (Auswahl)
- Franz Kafka. Werk und Entwurf. Berlin 1962, OCLC 73681902.
- Beiträge zur Geschichte der deutschen Literatur des 19. Jahrhunderts. Leipzig 1975, OCLC 767923823.